# Athena Karkanis
Athena Irene Karkanis, née le 7 septembre 1981 à Lethbridge, est une actrice canadienne.

## Biographie
Athena Karkanis est née le 7 septembre 1981 à Lethbridge. Elle a des origines grecques et égyptiennes.

## Carrière
En 2009, elle joue dans Le vestige des morts-vivants de George A. Romero et elle reprend son rôle dans Saw 6.
En 2011, elle joue aux côtés de Cuba Gooding Jr., Christian Slater et Kim Coates dans Sacrifice. L'année suivante elle joue pour la troisième fois sous la direction de Darren Lynn Bousman dans The Forest avec Stephen Moyer.
En 2017, elle joue dans la saison 3 de la série Zoo diffusée sur CBS.
Depuis 2019, elle est présente dans la série Manifest, diffusée sur NBC et produite par Robert Zemeckis.

## Filmographie

### Cinéma

#### Longs métrages
- 2007 : Saw 4 (Saw IV) de Darren Lynn Bousman : Agent Lindsey Perez
- 2008 : Repo ! The Genetic Opera de Darren Lynn Bousman : Une victime
- 2008 : L'art de la guerre : Cruz

- 2009 : Le vestige des morts-vivants (Survival of the Dead) de George A. Romero : Tomboy
- 2009 : Saw 6 (Saw VI) de Kevin Greutert : Agent Lindsey Perez
- 2011 : Sacrifice de Damian Lee : Rachel
- 2012 : The Forest (The Barrens) de Darren Lynn Bousman : Erica
- 2015 : Wild Kratts : A Creature Christmas de Chris Kratt et Martin Kratt : Aviva Corcovado
- 2017 : Wild Kratts Alaska : Hero's Journey de Chris Kratt et Chris Roy : Aviva Corcovado

#### Courts métrages
- 2008 : Tomboy de Barb Taylor : Alex
- 2013 : Foxed ! de James E.D. Stewart et Nev Bezaire : Emily
- 2014 : Jeu de l'inconscient (Subconscious Password) de Chris Landreth : La baby-sitter (voix)
- 2019 : Break In Break Out de Michael Driscoll : Tamara

### Télévision

#### Séries télévisées
- 2003 : Chappelle's Show : Une invitée
- 2004 - 2005: Kevin Hill : Lina / Annalisa
- 2005 : Missing : disparus sans laisser de trace (1-800-Missing) : Tamara Corday
- 2005 : Kojak : Gabriella Bustar
- 2005 : Delilah & Julius : Zoe Ling
- 2006 - 2007 : Skyland, le nouveau monde (Skyland) : Diwan
- 2006 - 2008 : CreepieCreepie (Growing Up Creepie) : Melanie / Creepella 'Creepie' Creecher (voix)
- 2007 : The Best Years : Dawn Vargaz
- 2008 - 2010 : The Border : Agent Khalida "Khali" Massi / Salah Karim
- 2009 / 2011 : The Ron James Show : Une infirmière (voix)
- 2009 : Dex Hamilton : Alien Entomologist : Bream (voix)
- 2009 : Guns : Ines Mendoza
- 2009 : The Dating Guy : Diana
- 2010 : Degrassi : La Nouvelle Génération (Degrassi : The Next Generation) : Rachel
- 2010 : Skatoony : Anne Maria
- 2011 - 2012 : Lost Girl : Nadia
- 2011 - 2012 : RedaKai
- 2011 - 2018 : Les Frères Kratt : Aviva Corcovado
- 2011 : Republic of Doyle : Heather Smith
- 2011 : InSecurity : Paloma
- 2011 : XIII : la série (XIII : The Series) : Maria Cardenas
- 2011 : Covert Affairs : Shireen
- 2011 : Almost Heroes : Rayna
- 2011 : MetaJets : Flygirl
- 2012 : Supernatural  (Saison 8 épisode 5 - Blood Brother) : Andrea Kormos
- 2012 / 2015 : Les enquêtes de Murdoch (Murdoch Mysteries) : Dr. Iris Bajjali
- 2012 : L'Île des défis extrêmes (Total Drama Island) : Anne Maria (voix)
- 2012 : Le Détentionaire (Detentionaire) : Kimmie McAdams
- 2012 : Le Transporteur : Mauga (Saison 1, épisode 7)
- 2013 - 2014 : Julius Jr. : Sheree / Sidney
- 2013 : The Listener : Krista Ellis
- 2013 : Low Winter Sun : Dani Khalil
- 2014 : Remedy : Gwen Devoe
- 2014 : The Lottery : Vanessa Keller
- 2015 - 2016 : The Expanse : Octavia Muss
- 2017 : Zoo : Abigail Westbrook
- 2017 : Ransom : Angie Rose
- 2017 : Suits, avocats sur mesure (Suits) : Marissa
- 2017 : Mysticons : LaTeensia / Quasarla Imani
- 2018 : House of Cards : Melody Cruz
- 2018 - 2023 : Manifest : Grace Stone (rôle principal saisons 1 à 3, invitée saison 4)
- 2019 : Corn & Peg : Miss Rider

#### Téléfilms
- 2009 : Nerdland de Nev Bezaire : Patty (voix)
- 2009 : U.S. Attorney de Mimi Leder : Marlene Rodriguez
- 2009 : Au-delà des apparences (Too Late to Say Goodbye) de Norma Bailey : Liz
- 2011 : Une Proie Certaine (Certain Prey) de Chris Gerolmo : Marcy Sherrill
- 2012 : Une illusion d'amour (Sundays at Tiffany's) de Mark Piznarski : Une animatrice du talk show
- 2012 : L'Enfer au paradis : le destin tragique d'Alice H. (Secrets of Eden) de Tawnia McKiernan : Heather
- 2013 : Love Is Dead de Lorene Scafaria : Beatrix
- 2016 : Poor Richard's Almanack de Neil Marshall : Penny